# 1055
| [ Edytuj tabelę ]          |                                                                    |
| Książę Polski              | - 1034 Kazimierz I Odnowiciel 1058                                 |
| Król Angkoru               | - 1048 Udajaditjawarman II 1066                                    |
| Król Anglii                | - 1042 Edward Wyznawca 1066                                        |
| Król Aragonii i Nawarry    | - 1035 Ramiro I 1063                                               |
| Hrabia Barcelony           | - 1035 Rajmund Berengar I 1076                                     |
| Książę Bawarii             | - 1054 Konrad II 1055 - 1055 Henryk VIII 1061                      |
| Książę Burgundii           | - 1032 Robert I 1076                                               |
| Cesarz Bizancjum           | - 1042 Konstantyn IX Monomach 1055 - 1055 Teodora (cesarzowa) 1056 |
| Cesarz Chin                | - 1022 Song Renzong 1063                                           |
| Książę Czech               | - 1035 Brzetysław I 1055 - 1055 Spitygniew II 1061                 |
| Król Danii                 | - 1047 Swen II Estrydsen 1074                                      |
| Władca Egiptu              | - 1036 Al-Mustansir 1094                                           |
| Król Francji               | - 1031 Henryk I 1060                                               |
| Król Gruzji                | - 1027 Bagrat IV 1072                                              |
| Hrabia Holandii            | - 1049 Floris I 1061                                               |
| Cesarz Japonii             | - 1045 Go-Reizei 1068                                              |
| Kalif                      | - 1031 Al-Ka’im 1075                                               |
| Król Kastylii              | - 1035 Ferdynand I Wielki 1065                                     |
| Wielki książę Kijowa       | - 1054 Izjasław I 1068                                             |
| Patriarcha Konstantynopola | - 1043 Michał I Cerulariusz 1058                                   |
| Władca Korei               | - 1046 Munjong 1083                                                |
| Król Leónu                 | - 1037 Ferdynand I Wielki 1065                                     |
| Król Norwegii              | - 1045 Harald III Srogi 1066                                       |
| Książę Obodrzyców          | - 1043 Gotszalk 1066                                               |
| Hrabia Palatynatu          | - 1045 Henryk I ze Szwabii 1061                                    |
| Papież                     | - 1055 Wiktor II 1057                                              |
| Hrabia Portugalii          | - 1050 Nuno II 1071                                                |
| Cesarz rzymski (niemiecki) | - 1046 Henryk III 1056                                             |
| Książę Saksonii            | - 1011 Bernard II 1059                                             |
| Sułtan Seldżuków           | - 1055 Tughril Beg 1063                                            |
| Król Szkocji               | - 1040 Makbet 1057                                                 |
| Król Szwecji               | - 1050 Emund Stary 1060                                            |
| Doża Wenecji               | - 1043 Domenico Contarini 1071                                     |
| Król Węgier                | - 1047 Andrzej I 1061                                              |

Rok 1055 / MLV
stulecia: X wiek ~
XI wiek ~
XII wiek

lata: 1045 «
1050 «
1051 «
1052 «
1053 «
1054 «
1055
» 1056
» 1057
» 1058
» 1059
» 1060
» 1065

## Wydarzenia na świecie
- 11 stycznia – Teodora wstąpiła na tron Bizancjum.
- 13 kwietnia – Wiktor II został papieżem.
- 4 czerwca – papież Wiktor II zwołał synod we Florencji.

- Turcy seldżuccy wkroczyli do Bagdadu i obalili dynastię Bujidów.
- Wprowadzenie w Czechach zasady senioratu po śmierci Brzetysława I.
- Rozbicie dzielnicowe Czech.

## Zmarli
- 10 stycznia – Brzetysław I, książę Czech (ur. ok. 1002 lub ok. 1012)
- 11 stycznia – Konstantyn IX Monomach, cesarz Bizancjum (ur. ok. 1000)